# Munții Călimani

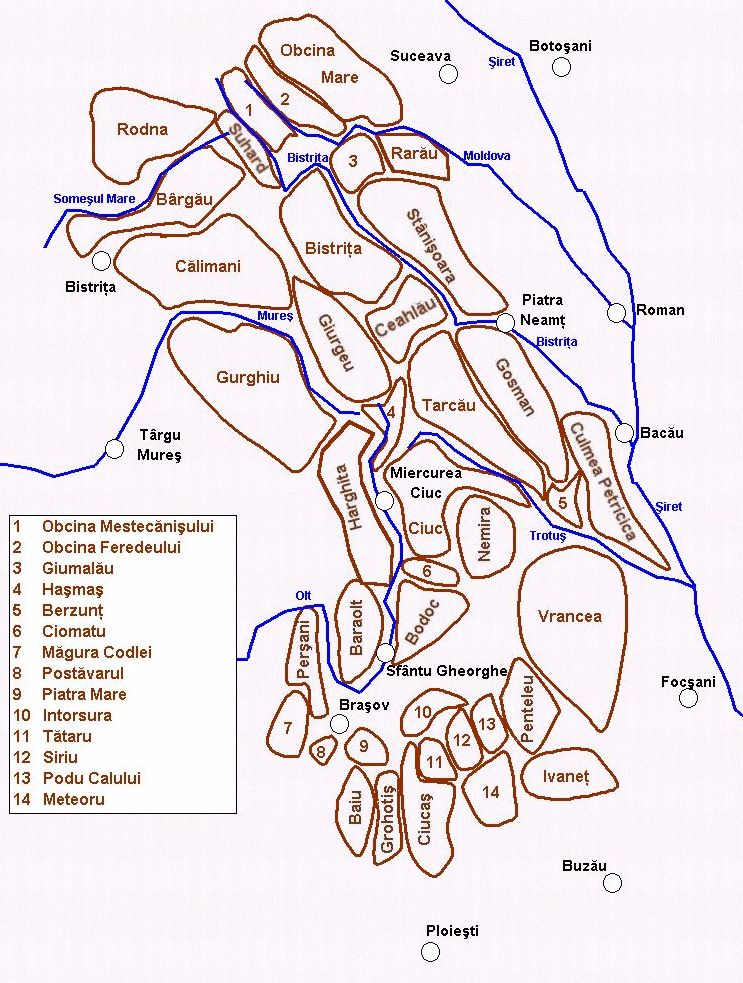
Poziția Munților Călimani în cadrul Carpaților Orientali

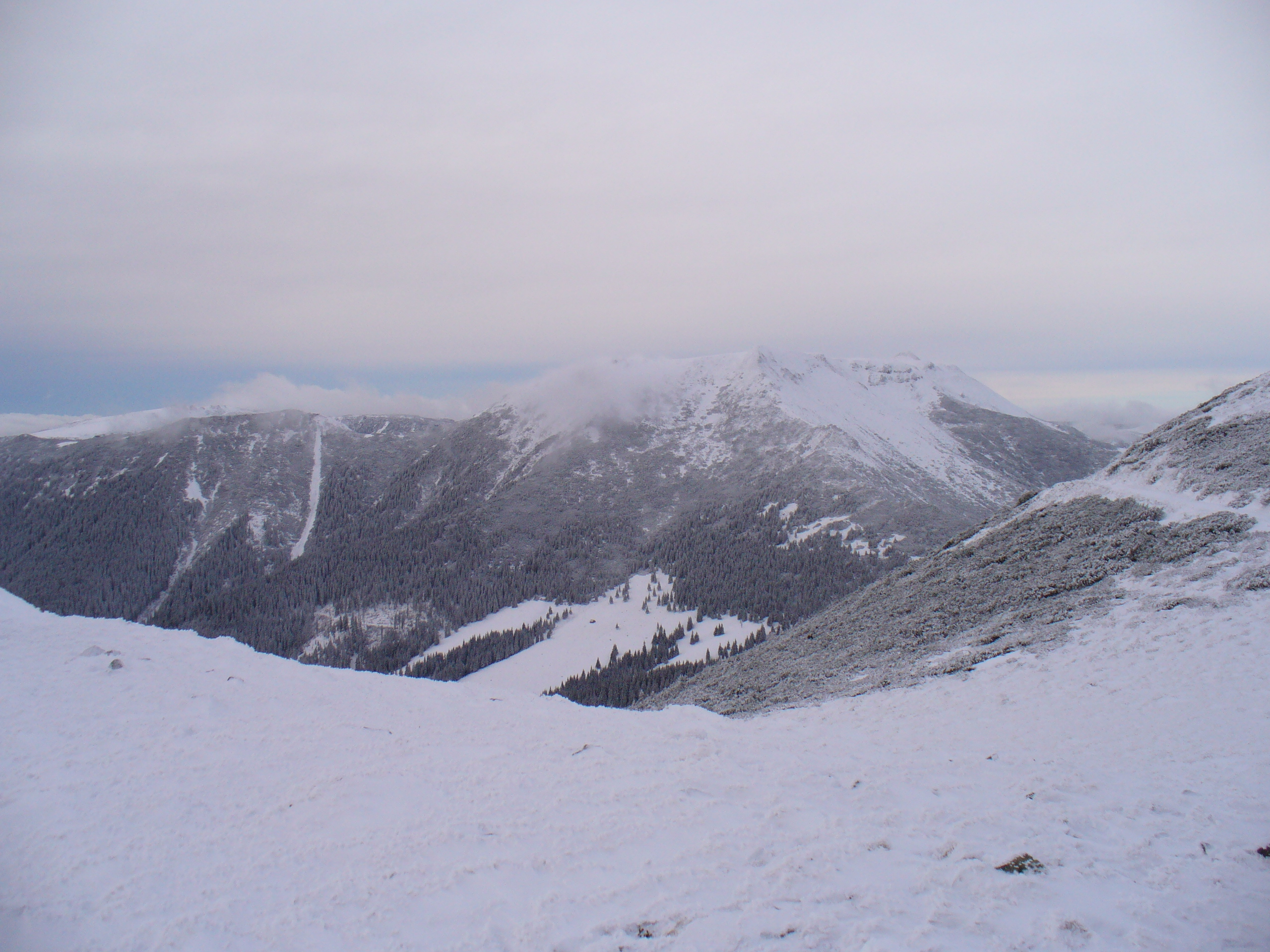
Vârful Pietrosul Călimanilor

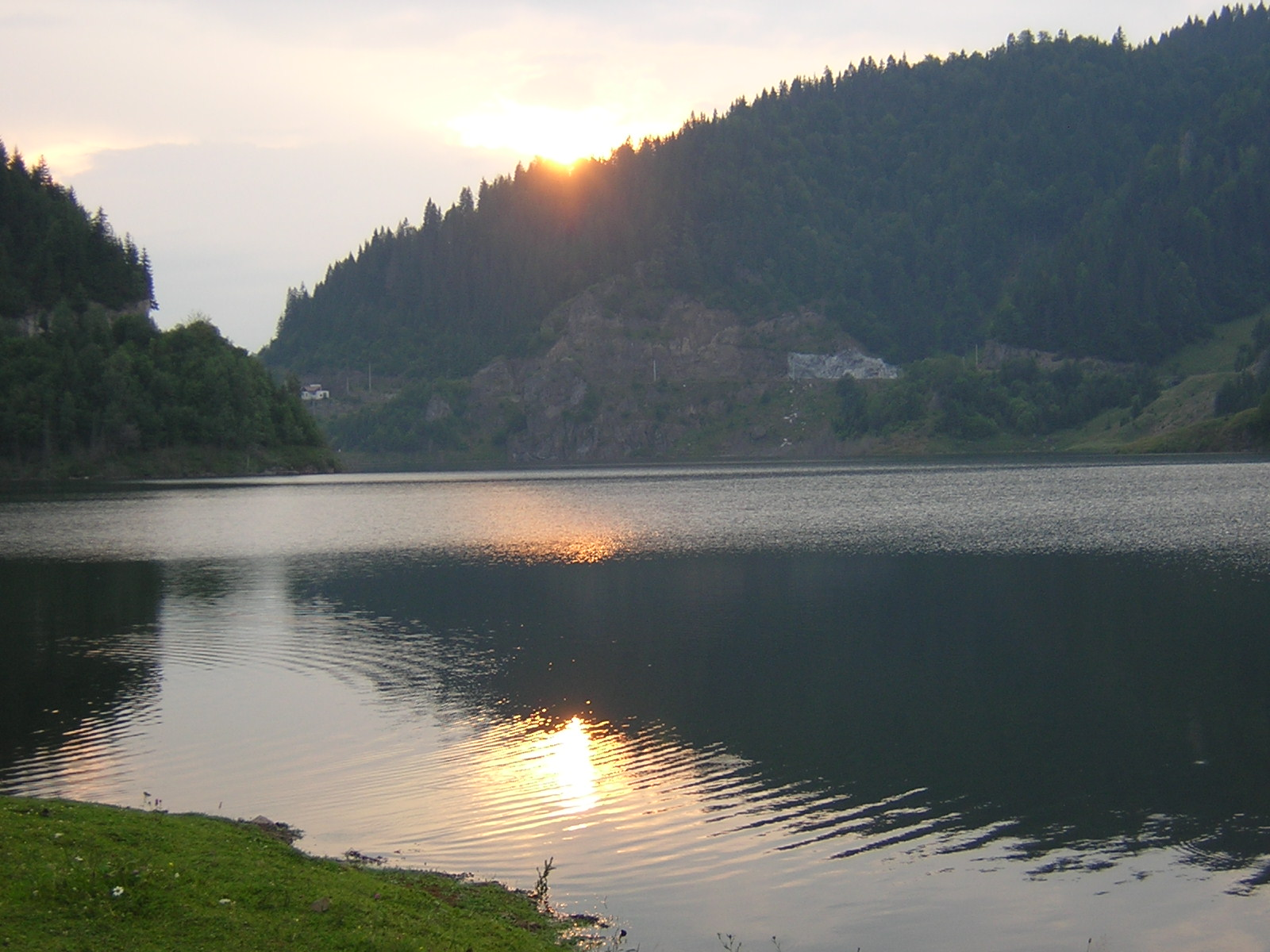
Lacul Colibița - vedere spre baraj.

Munții Călimani (în maghiară : Kelemen-havasok) sunt parte integrantă a Carpaților Orientali fiind, precum tot lanțul carpatic, munți tineri, de încrețire, formați în orogeneza alpino-carpato-himalayană, acum aproximativ 70 - 85 de milioane de ani. Munții Călimani sunt de origine vulcanică, cel mai înalt vârf al lor fiind, cu 2100 m, Vârful Pietrosul Călimanilor. 

## Descriere
Munții Călimani aparțin lanțului vulcanic ce căptușește latura internă a Carpaților Orientali, situat în zona de contact a munților de încrețire cu marile depresiuni de prăbușire ale Transilvaniei și Pannoniei. Călimanul (inclusiv Gurghiu și Harghita) se încadrează în grupa sudică a celor mai tineri munți din România, cu cratere stinse acum circa 1,8 - 5 milioane de ani (Cuaternarul inferior), care s-au format în Pliocenul superior (finele Neogenului-Terțiar). Intensa activitate vulcanică neogenă a dus la apariția unor imense acumulări de lavă desfășurate pe o lungime de 450 km (dintre care 375 pe teritoriul României). Constituit din alternanțe de lave, aglomerate și cenușă (stratovulcan), Călimanul aparține grupei sudice - cea mai importantă masă vulcanică - cu o suprafață de aproximativ 6.400 km², cu lățimea de circa 40 km (peste 50 în sectorul Călimanului) și lungimea de aproape 160 km. Acest masiv este caracterizat prin prezența celor mai mari altitudini (Pietrosul Călimanului - 2100 m, Bistricior - 1990 m, Gurghiu - 1776 m, Harghita - 1800 m), care coboară treptat către Tușnad (Ciomatu - 1.301 m). În acest sector apar aliniate numeroase conuri vulcanice distruse parțial de eroziune, dar mai ales datorită prăbușirilor care au dus la deschiderea unor cratere (caldere) imense (cu un diametru de circa 10 km în Călimani).

## Așezare și limite
Călimanul ocupă partea nord-vestică a grupei centrale a Carpaților Orientali, reprezentând cel mai extins masiv vulcanic din România. El se desfășoară pe direcția nord-vest-sud-est, fiind delimitat la miazănoapte de zona depresionară a Dornelor (Vatra Dornei) și munții mărunți ai Bârgăului; la est - șirul depresiunilor Păltiniș, Drăgoiasa, Bilbor, Secu îl separă de munții înalți ai Bistriței și de munții Giurgeului (sud-est); la sud - defileul Mureșului constituie limita spre munții vulcanici ai Gurghiului; în vest - piemontul colinar al Călimanului face trecerea spre partea estică a Podișului Transilvaniei. Limita septentrională este greu de trasat, datorită caracterelor complexe ale unităților ce vin în contact: zona Călimanului în sud și aceea a Munților Bârgău și Depresiunea Dornelor în nord. 
Ea trece la nord de Dealul Tănasa (1.001 m), intersectează cursul mijlociu al văii Pietroasa de Jos, urcând spre nord până la localitatea Bistrița Bârgăului. În continuare, către est, urmărește valea Bistriței până în apropiere de Colibița, de unde se abate spre sud, și întretaie cursul superior al Pănulețului și pârâul Colbul, pe sub Vf. Țiganca. Limita se orientează către nord-est, ocolind Vf. Dălbidanu (1.648 m), Vf. Tomnatec (1.542 m), Vf. Buba (1.670 m), și traversând cursul superior al râului Dorna până în valea Negrișoarei, pe care o însoțește către nord până la Măgura Mică (1.226 m), ocolind în continuare, pe la nord-nord-est, Vf. Buza Șerbii (1.530 m). Spre comuna Șaru Dornei, limita sud-estică a depresiunii cu același nume, pătrunde adânc în masiv până în apropiere de confluența pârâului Haitii cu Neagra Șarului, de unde se abate către nord-est, pe lângă Piciorul Cerbului (1.650 m) și piciorul Țiganului (1.700 m), până în valea Călimanului. Limita estică marchează contactul dintre munții cristalini ai Bistriței și masivul vulcanic al Călimanului. De la localitatea Panaci ea se îndreaptă către sud-est de-a lungul pârâului Călimanelul și străbate depresiunile Păltiniș, Drăgoiasa, Bilbor, pentru a se orienta apoi spre sud-est urmărind valea Secului și cea a Topliței, până la localitatea cu același nume. Limita sudică este jalonată de valea transversală a Mureșului (defileul Toplița-Deda), care separă Călimanul de Munții Gurghiului, formată dintr-o serie de bazinete presărate de așezări umane, între care se interpun sectoare mai înguste, cu aspect de chei. 
Limita vestică începe la nord de Dealul Tănase, trece pe la vest de vârfurile Paltinului sau Pârjoliturii (1.147 m), Dealul Negru sau Raglitci (1.152 m), Pleșa (1.136 m), Bistrei (1.144 m), la sud de Dealul Vătavii până în valea Bistrei, pe care o urmărește până la confluența cu Mureșul. Contactul Călimanului cu Podișul Transilvaniei se face prin intermediul unei prispe largi - Piemontul Călimanului - ce realizează trecerea spre depresiunile Livezile-Bârgău, Budac, Deda-Porcești delimitate la vest de Culmea Sieului și alte coline din dealurile Bistriței. Această delimitare corespunde Masivului Căliman privit ca unitate montană propriu-zisă, dar, din punct de vedere turistic, aria lui de influență gravitează spre Vatra Dornei (punct de plecare în traseele 1 și 8), cuprinzând Țara Dornelor (drenată de râurile Neagra Șarului și Dorna cu Dornișoara). Situată pe flancul nordic al masivului, Țara Dornelor coboară treptat alcătuind o depresiune largă, cuibărită în inima munților. Spre nord-est zona de influența cuprinde și Valea Bistriței cu viitoarea stațiune climaterică Colibița - poartă de intrare spre potecile ce duc spre creasta înaltă a Călimanului.